# アフェア 情事の行方
『アフェア 情事の行方』（アフェア じょうじのゆくえ、The Affair）は、アメリカ合衆国のShowtimeで2014年から2019年に放送されたテレビドラマ。
アメリカでは2014年10月12日から放送開始、最終シリーズとなるシーズン5が2019年に放送された。
日本ではWOWOWで2015年11月19日から毎週木曜23:00（字幕版は毎週金曜0:00、再放送は翌週火曜1:00）にシーズン1が、2016年12月2日から毎週金曜23:00（字幕版は毎週木曜25:00）にシーズン2が、2018年8月17日から毎週金曜23:00（字幕版は毎週火曜22:00）にシーズン3が、2019年9月6日から毎週金曜23:00（字幕版は毎週火曜22:00）にシーズン4が放送された。2020年7月31日から毎週金曜23:00（字幕版は毎週木曜24:00）にシーズン5が放送された。

## 概要
第72回ゴールデングローブ賞テレビドラマ部門でドラマ作品賞、ドラマ主演女優賞（ルース・ウィルソン）の2部門を受賞したラブ・サスペンス。各話はパート1・2で構成され、ノアとアリソンそれぞれの視点から過去と現在の物語が語られ、同じ時間を過ごしているにもかかわらず、言動や服装、性格などが食い違うという「羅生門効果」に基づいた構成となっている。シーズン2ではノアの妻ヘレンとアリソンの夫コールの視点も加わり、各話は4人のうち2人の視点による2パート構成になっている。第73回ゴールデングローブ賞ではテレビドラマ部門助演女優賞（モーラ・ティアニー）を受賞している。シーズン3以降はさらに他の登場人物の視点も加わり、1パートや3パートの構成になる回もある。

## ストーリー

### シーズン1
作家としての成功を夢見る教師のノアは、有名作家の娘である妻ヘレン、4人の子どもと、平凡で幸せな毎日を送っていた。ある夏、州郊外の避暑地モントークにある義父母の豪邸を一家で訪ねる途中、立ち寄ったレストランでウェイトレスのアリソンと偶然出会う。互いに惹かれ合い急接近する2人だったが、ただの不倫では終わらず、2人はある事件の関係者にもなっていく。

### シーズン2
ヘレンと離婚したノアと、コールと離婚したアリソンは結婚する。アリソンとの不倫経験をもとに執筆した『転落』がベストセラーとなり、一躍人気作家となったノアだったが、コールの弟スコッティが亡くなった轢き逃げ事件の容疑者として逮捕される。事件の真相は、ヘレンが運転していた車が、アリソンに跳ね除けられて道路に飛び出したスコッティを跳ねたというものだったが、助手席に座っていたノアはヘレンとアリソンの両方を守るために自分が運転していたことにしたのである。一方、アリソンは『転落』での自分の描かれ方や人気作家となったノアの姿に、ノアへの愛が急速に冷めていくのを感じるようになる。そして、ノアとの間にもうけた娘ジョーニーの父親が、実は元夫コールであることをノアに告白する。ノアは裁判でスコッティの殺害を認める証言をし、有罪判決を受けて収監される。

### シーズン3
3年の刑期を終えてノアは出所し、姉ニーナの家に居候しながら、大学で教師として働くことになる。しかし、収監中に看守ガンサーから受けた苛烈な虐待がトラウマとなり、幻覚を見るようになっていた。また、父親の死をきっかけに十代の頃に経験した母の死にまつわる辛い過去にも苛まれるようになり、ますます精神的に不安定になっていく。一方、ヘレンは医師のヴィクと同棲していたが、自分の罪を被って服役したノアに対する罪悪感から何かとノアを気にかけるようになると、そんなヘレンにヴィクは不信感を抱き始める。
精神を病んで施設に入所していたアリソンは施設を出ると、娘ジョーニーを預けていたコールを訪ねるが、それまで何の連絡もよこさなかったアリソンの無責任さを責められ、ジョーニーと会うことを拒否される。しかし、コールは再婚相手のルイサを愛しつつも、今もまだアリソンを愛していることを自覚するようになり、2人の女性の間で思い悩むようになる。

### シーズン4
ヘレンは次男トレヴァーと次女ステイシーを連れて、ヴィクとともにロサンゼルスに引っ越す。ノアもまた子供たちの側にいるために、コンプトンのチャーター・スクールで英語教師として働くようになる。一方、アリソンは幼い息子を亡くした経験を生かして子どもを亡くした親をサポートする仕事に就いている。コールはアリソンへの想いを断ち切るため、亡き父親の若き日と同様に、自分を見つめ直す風習「ウォークアバウト」の旅に出る。
ヴィクが末期の膵臓癌であることが判明する。余命わずかと知ったヴィクは両親のためにも子どもを欲しいと願うようになるが、既に高齢となっていたヘレンでは難しく、そのことにヘレンもヴィクも悩む。そんなある日、ヴィクは隣人の若い女性シエラとふとしたことから関係を持ってしまい、シエラは妊娠する。
旅先で父親のかつての恋人ナンを訪ねたコールは、アリソンを忘れるため、ナンの勧めで特別な儀式を体験するが、逆に改めてアリソンとやり直そうと考えるようになる。ところが、アリソンの母親からアリソンが3日ほど連絡が取れない状態であると知らされる。ノアとともにアリソンの行方を探していたコールのもとに、アリソンの遺体が見つかったとの連絡が来る。
アリソンは退役軍人保健局のベンと知り合い、互いに惹かれ合うが、実はベンは既婚者だった。それを知ったアリソンは別れを考えるが、逆上したベンに殺され、海に捨てられてしまう。警察は、アリソンが精神を病んでおり、情緒不安定だったことから、事件性はないと判断する。

### シーズン5
ノアのかつてのベストセラー小説『転落』が人気スターのサーシャ・マンの監督・主演で映画化されることになる。脚本を担当するノアがサーシャと仕事をする中で、ヘレンはサーシャと知り合い、2人は交際するようになる。しかし、サーシャに激しく嫉妬したノアはサーシャを貶めようと常軌を逸した言動を取るようになり、ヘレンとの仲は最悪なものとなる。そんな中、ノアのかつての広報担当や教え子だった女性たちがノアをセクハラで告発する事件が起きる。その結果、新作の出版が取りやめになっただけでなく、ノアは脚本のクレジットから外されることになる。この事態に、告発のきっかけがサーシャであることに気づいたヘレンはサーシャに別れを告げ、ノアの力になろうとする。そんな母ヘレンの姿に長女ホイットニーは幻滅し、ヘレンがノアに依存していると言い放つと、自分の結婚式への父ノアの出席を拒む。ノアとの関係に悩み続けるヘレンだったが、出席できないとわかっていながらも娘ホイットニーの結婚式のために尽力するノアの姿に心を動かされ、式の終盤で抜け出すと、ノアが1人で滞在するモーテルを訪れる。2人は改めて互いを深く愛していることを確認する。そんな2人をホイットニーをはじめとする4人の子供たちは温かく見守る。
母アリソンの死から30年以上が過ぎ、アリソンが亡くなった年齢と同じ歳になったジョーニーは既に結婚して2人の娘にも恵まれている。しかし、母親が自分を残して自殺したことがトラウマとなっており、今の自分の幸せを素直に受け入れられず、行きずりの男と肉体関係を結ぶなど、精神的に不安定な状態にある。他の男との関係を知った夫から別れを告げられたジョーニーは、仕事で訪れた故郷モントークで、ロックハート家を研究しているエピジェネティクス学者のEJと知り合う。彼との会話の中で母アリソンの死が自殺ではないことに気づいたジョーニーは両親の遺品からアリソンが最後の恋人ベンに殺されたとにらむ。ジョーニーは正体を隠してベンと対峙し、彼がアリソンを殺したことを確かめると、警察を呼び、証拠の録音をもとにベンを告発する。しかし、既にジョーニーの正体に気づいていたベンは、ジョーニーが内容を読まずに署名した書類をもとにジョーニーが精神を病んでいると主張して警察を追い払う。諦めきれないジョーニーはベンを殺そうと父コールの遺品である銃を持ち出そうとするが、そこにかけつけたEJに止められ、思いとどまる。そして、EJがヴィクとシエラの息子エディであり、ジョーニーと同様に不義の子であること知る。しかし、エディはジョーニーとは異なり、ヘレンと実母が親友であり、母親同然のヘレンの実家で暮らしていたこともあるだけでなく、ノアとも伯父と甥のような関係であるなど、愛情に囲まれた中で育っていたのである。ジョーニーは同じ不義の子でも自分とは違う人生があること知る。そして、かつてアリソンがウエイトレスとして働いていた地元のレストランを買い取って1人で経営している年老いたノアから、アリソンがいかに娘ジョーニーを愛していたか、そしてジョーニーのためにトラウマを乗り越え、力強く前向きに生きていこうと戦っていたかを聞く。思いを新たにしたジョーニーは家族の元に戻る。

## 登場人物
ノア・ソロウェイ
演 - ドミニク・ウエスト、日本語吹替 - 中根徹
ブルックリンに住む教師で小説家。家族と幸せに暮らしているが、裕福な妻ヘレンの両親から経済的援助を受けているため、男としての自尊心が傷ついている。夏休みを過ごすためモントークにあるヘレンの両親の豪邸へ向かう途中、立ち寄ったレストランでアリソンに出会う。
アリソン・ロックハート（旧姓：ベイリー）
演 - ルース・ウィルソン、日本語吹替 - 渋谷はるか
ノアたち一家が夏休みを過ごす豪邸の近くのレストランで働いているウェイトレス。浜辺からほど近い祖父母の家を改装し、夫のコールと住んでいる。2年前に我が子を亡くして以来、失意のまま日々を過ごしており、哀しみを乗り越えられず、夫コールとの間には距離ができている。かつては看護師だったが、息子を救えなかったことで辞めている。自傷行為を続けている。シーズン4まで出演。
ヘレン・ソロウェイ（旧姓：バトラー）
演 - モーラ・ティアニー、日本語吹替 - 佐々木優子
ノアの妻。多感な年頃の長女ホイットニーと長男マーティン、まだ手のかかる次男トレヴァーと次女ステイシーの4人の子どもを育てる母親でもある。実家は裕福で、育ちの良さがにじみ出ている。父親のブルース・バトラー（ジョン・ドーマン）は著名な小説家で、ノアにも小説家として成功してほしいと期待している。母親のマーガレット（キャスリーン・チャルファント）がノアを毛嫌いし、馬鹿にしていることに不快感を抱いている。
コール・ロックハート
演- ジョシュア・ジャクソン、日本語吹替 - 最上嗣生
アリソンの夫。明るくにぎやかな大家族の長男で放蕩息子。一家で農場を経営している。アリソンと同様に我が子を失った悲しみを抱えているが、実家の家族たちの支えもあり、何とか前に進もうとしている。いまだ失意の底にいるアリソンとは、意見が衝突することもしばしば。シーズン4まで出演。
ジョーニー・ロックハート
演 - アンナ・パキン、日本語吹替 - 志田有彩
アリソンとコールの娘。シーズン2で誕生し、シーズン3とシーズン4ではレーガン・グレッラとサヴァンナ・グレッラが演じている。シーズン5では30代後半となり、結婚して2人の娘がいる。
ホイットニー・ソロウェイ
演 - ジュリア・ゴルダニ・テレス 、日本語吹替 - 下山田綾華
ノアとヘレンの長女。年頃で両親に対して何かと反抗的な態度を取る。コールの弟で年の離れたスコッティ（コリン・ドネル）と肉体関係を持って妊娠し、中絶する。その後も問題のある男とばかり交際し、ノアを困惑させる。
マックス・キャドマン
演 - ジョシュ・スタンバーグ
ノアとヘレンの学生時代からの友人。妻と離婚したばかり。学生時代からヘレンに憧れており、ノアと別れて傷心のヘレンと肉体関係を持つようになる。シーズン3まで出演。
ルイサ・レオン
演 - カタリーナ・サンディノ・モレノ
不法移民の女性。アリソンと別れたコールと知り合って結婚する。精神を病んで施設に入っていたアリソンに代わり、ジョーニーを実の娘のように愛して育てる。シーズン2から出演。
ヴィク・ウラー
演 - オマー・メトワリー
インド系の外科医。マーティンの治療を担当したことでヘレンと知り合って同棲するようになる。ヘレンとは正式に結婚しなかったが、ヘレンの子供たちとの仲も良好である。膵臓癌で若くして亡くなる。シーズン2から出演。
シエラ・ジェームズ
演 - エミリー・ブラウニング
ロサンゼルスに引っ越したヘレンとヴィクの隣人。有名な女優アデリン・テイラー（ジェニファー・ジェイソン・リー）の娘で自由奔放な若い女性。ふとしたことでヴィクと関係を持って妊娠。出産直後に、赤ん坊を死の淵にあるヴィクに抱かせるが、ヴィクはそれを認識したか否かは不明のまま息を引き取る。シーズン4から出演。
ジュリエット・ル・ガール
演 - イレーヌ・ジャコブ
出所したノアが教師として勤めることになった大学のフランス人教授。ノアと恋愛関係になるが、実は既婚者で、年老いた夫は認知症を患ってフランスで病床にある。シーズン3のみ出演。
ジャネル・ウィルソン
演 - サナ・レイサン
ノアが英語教師として勤めることになったコンプトンのチャーター・スクールの校長。ノアと恋愛関係になる。ノアが特別に目をかけるようになった聡明な生徒アントン（クリストファー・マイヤー）の母親で、アントンの父親であるカール（ラッセル・ホーンズビー）とは離婚している。ノアとの関係が自然消滅すると、カールと復縁する。シーズン4から出演。
ベン・クルーズ
演 - ラモン・ロドリゲス（シーズン4）
演 - トニー・プラナ（シーズン5）
退役軍人保健局のカウンセラー。元海兵隊員でアルコールや薬物の依存症、PTSDなどの問題を抱えている。アリソンと恋愛関係になるが、既婚者であることを隠しており、極端な二面性がある。シーズン4から出演。
EJ
演 - マイケル・ブラウン
ロックハート家を研究しているエピジェネティクス学者。古い映画好き。偶然に知り合ったジョーニーと肉体関係を結び、彼女に惹かれる。実はヴィクとシエラの息子で、フルネームはエディ・ジェームズ・ウラー。シーズン5のみ出演。

### メインキャスト
| 演者                           | 役名                     | シーズン  | シーズン  | シーズン | シーズン | シーズン  |
| 演者                           | 役名                     | 1         | 2         | 3        | 4        | 5         |
| ------------------------------ | ------------------------ | --------- | --------- | -------- | -------- | --------- |
| ドミニク・ウェスト             | ノア・ソロウェイ         | Main      | Main      | Main     | Main     | Main      |
| ルース・ウィルソン             | アリソン・ベイリー       | Main      | Main      | Main     | Main     | 出演なし  |
| モーラ・ティアニー             | ヘレン・バトラー         | Main      | Main      | Main     | Main     | Main      |
| ジョシュア・ジャクソン         | コール・ロックハート     | Main      | Main      | Main     | Main     | 出演なし  |
| ジュリア・ゴルダニ・テレス     | ホイットニー・ソロウェイ | Main      | Main      | Main     | Main     | Main      |
| ジェイク・シチリアーノ         | マーティン・ソロウェイ   | Main      | Main      | Main     | Guest    | Recurring |
| ジェイドン・サンド             | トレヴァー・ソロウェイ   | Main      | Main      | Main     | Main     | Main      |
| レイア・キャトレット           | ステイシー・ソロウェイ   | Main      | Main      | 出演なし | 出演なし | 出演なし  |
| ジョシュ・スタンバーグ         | マックス・キャドマン     | Recurring | Main      | Guest    | 出演なし | 出演なし  |
| カタリーナ・サンディノ・モレノ | ルイサ・レオン           | 出演なし  | Recurring | Main     | Main     | Recurring |
| オマー・メトワリー             | ヴィク・ウラー           | 出演なし  | Recurring | Main     | Main     | Main      |
| イレーヌ・ジャコブ             | ジュリエット・ル・ガール | 出演なし  | 出演なし  | Main     | 出演なし | 出演なし  |
| サナ・レイサン                 | ジャネル・ウィルソン     | 出演なし  | 出演なし  | 出演なし | Main     | Main      |
| アンナ・パキン                 | ジョーニー・ロックハート | 出演なし  | 出演なし  | 出演なし | 出演なし | Main      |

### 視点となるキャラクター
| シーズン | シーズン | シーズン     | シーズン | シーズン     |
| 1        | 2        | 3            | 4        | 5            |
| -------- | -------- | ------------ | -------- | ------------ |
| ノア     |          |              |          |              |
| アリソン | アリソン | アリソン     | アリソン | ジョーニー   |
| 出演なし | ヘレン   | ヘレン       | ヘレン   | ヘレン       |
| 出演なし | コール   | コール       | コール   | ジャネル     |
| 出演なし | 出演なし | ジュリエット | ヴィク   | ホイットニー |
| 出演なし | 出演なし | 出演なし     | 出演なし | シエラ       |

### その他
- ジェフリーズ刑事: ヴィクター・ウィリアムズ（英語版）  、日本語吹替 - 木村雅史 - ノアとアリソンを尋問する刑事。 ※シーズン1, 2, 4
- チェリー・ロックハート: メア・ウィニンガム - コールの母親。 ※シーズン1, 2, 4
- アシーナ・ベイリー: ディードル・オコンネル（英語版）  、日本語吹替 - 小宮和枝 - アリソンの奔放な母親。 ※シーズン1, 2, 4
- オスカー・ホッジス: ダレン・ゴールドスタイン - ロブスターロールのオーナー。ロックハート家と対立。 ※シーズン1から4まで
- ニーナ・ソロウェイ: ジェニファー・エスポジート - ノアの姉。 ※シーズン2, 3
- ジョン・ゴットリーフ: リチャード・シフ  、日本語吹替 - 伊藤和晃 - ノアの弁護士。 ※シーズン2, 5
- ジョン・ガンサー: ブレンダン・フレイザー  、日本語吹替 - 白熊寛嗣 - ノアを心身ともに虐待する看守。 ※シーズン3
- プリヤ・ウラー: ゼノビア・シュロフ - ヴィクの母親。ヒンズー教徒。 ※シーズン4, 5
- アブドゥル・ウラー: ズハイル・ハダド - ヴィクの父親。イスラム教徒。 ※シーズン4, 5
- コリン: マックス・ファウラー - ホイットニーの婚約者。アイルランド人画家。筆が遅く、生活力は皆無。 ※シーズン4, 5
- サーシャ・マン: クレス・バング - 映画スター。ノアの小説を原作にした映画の監督・主演。ヘレンの恋人に。 ※シーズン5
- ポール: リリク・ベント - ジョーニーの夫。 ※シーズン5

## エピソード一覧

### シーズン一覧
| シーズン | シーズン | エピソード | 米国での放送日 | 米国での放送日 |
| シーズン | シーズン | エピソード | 初回           | 最終回         |
| -------- | -------- | ---------- | -------------- | -------------- |
|          | 1        | 10         | 2014年10月12日 | 2014年12月21日 |
|          | 2        | 12         | 2015年10月4日  | 2015年12月20日 |
|          | 3        | 10         | 2016年11月20日 | 2017年1月29日  |
|          | 4        | 10         | 2018年6月17日  | 2018年8月19日  |
|          | 5        | 11         | 2019年8月25日  | 2019年11月3日  |

### シーズン1 （2014年）
| 通算 | 話数 | タイトル     | 原題 | 監督                 | 脚本                                                             | 視点          | 米国放送日     | 視聴者数 (万人) |
| ---- | ---- | ------------ | ---- | -------------------- | ---------------------------------------------------------------- | ------------- | -------------- | --------------- |
| 1    | 1    | エピソード1  | 1    | マーク・マイロッド   | 原案：サラ・トリーム & ハガイ・レヴィ 脚本：サラ・トリーム       | ノア/アリソン | 2014年10月12日 | 50              |
| 2    | 2    | エピソード2  | 2    | ジェフリー・ライナー | サラ・トリーム                                                   | ノア/アリソン | 2014年10月19日 | 51              |
| 3    | 3    | エピソード3  | 3    | ジェフリー・ライナー | エリック・オーヴァーマイヤー                                     | ノア/アリソン | 2014年10月26日 | 59              |
| 4    | 4    | エピソード4  | 4    | ジェフリー・ライナー | メラニー・マーニッチ                                             | ノア/アリソン | 2014年11月2日  | 69              |
| 5    | 5    | エピソード5  | 5    | カール・フランクリン | ケイト・ロビン                                                   | アリソン/ノア | 2014年11月9日  | 67              |
| 6    | 6    | エピソード6  | 6    | カール・フランクリン | ダン・ルフラン                                                   | ノア/アリソン | 2014年11月16日 | 77              |
| 7    | 7    | エピソード7  | 7    | ライアン・フレック   | ケイト・ロビン                                                   | ノア/アリソン | 2014年11月23日 | 87              |
| 8    | 8    | エピソード8  | 8    | ライアン・フレック   | ダン・ルフラン & メラニー・マーニッチ                            | ノア/アリソン | 2014年12月7日  | 75              |
| 9    | 9    | エピソード9  | 9    | ジェフリー・ライナー | 原案：ダン・ルフラン 脚本：メラニー・マーニッチ & ケイト・ロビン | アリソン/ノア | 2014年12月14日 | 83              |
| 10   | 10   | エピソード10 | 10   | ジェフリー・ライナー | サラ・トリーム                                                   | ノア/アリソン | 2014年12月21日 | 95              |

### シーズン2 （2015年）
| 通算 | 話数 | タイトル     | 原題 | 監督                                  | 脚本                                                                 | 視点            | 米国放送日     | 視聴者数 (万人) |
| ---- | ---- | ------------ | ---- | ------------------------------------- | -------------------------------------------------------------------- | --------------- | -------------- | --------------- |
| 11   | 1    | エピソード1  | 201  | ジェフリー・ライナー                  | サラ・トリーム                                                       | ノア/ヘレン     | 2015年10月4日  | 81              |
| 12   | 2    | エピソード2  | 202  | ジェフリー・ライナー                  | サラ・トリーム                                                       | アリソン/コール | 2015年10月11日 | 54              |
| 13   | 3    | エピソード3  | 203  | アンナ・ボーデン & ライアン・フレック | アリーナ・スミス                                                     | ノア/アリソン   | 2015年10月18日 | 64              |
| 14   | 4    | エピソード4  | 204  | ジョン・ダール                        | アーニャ・エプスタイン                                               | ヘレン/ノア     | 2015年10月25日 | 86              |
| 15   | 5    | エピソード5  | 205  | ローラ・イネス                        | シャー・ホワイト                                                     | アリソン/コール | 2015年11月1日  | 85              |
| 16   | 6    | エピソード6  | 206  | ジェフリー・ライナー                  | デイヴィッド・ヘンリー・ウォン                                       | ヘレン/ノア     | 2015年11月8日  | 89              |
| 17   | 7    | エピソード7  | 207  | アンナ・ボーデン & ライアン・フレック | エイブ・シルヴィア                                                   | アリソン/コール | 2015年11月15日 | 78              |
| 18   | 8    | エピソード8  | 208  | ローラ・イネス                        | シャー・ホワイト                                                     | ヘレン/ノア     | 2015年11月22日 | 84              |
| 19   | 9    | エピソード9  | 209  | ジェフリー・ライナー                  | デイヴィッド・ヘンリー・ウォン & アリーナ・スミス                    | N/A             | 2015年11月29日 | 91              |
| 20   | 10   | エピソード10 | 210  | スコット・ウィナント                  | アーニャ・エプスタイン                                               | ノア/アリソン   | 2015年12月6日  | 83              |
| 21   | 11   | エピソード11 | 211  | マイケル・スロヴィス                  | 原案：エイブ・シルヴィア 脚本：エイブ・シルヴィア & シャー・ホワイト | コール/ノア     | 2015年12月13日 | 98              |
| 22   | 12   | エピソード12 | 212  | ジェフリー・ライナー                  | サラ・トリーム                                                       | ノア/アリソン   | 2015年12月20日 | 111             |

### シーズン3 （2016年 - 2017年）
| 通算 | 話数 | タイトル     | 原題 | 監督                                                      | 脚本                                                           | 視点              | 米国放送日     | 視聴者数 (万人) |
| ---- | ---- | ------------ | ---- | --------------------------------------------------------- | -------------------------------------------------------------- | ----------------- | -------------- | --------------- |
| 23   | 1    | エピソード1  | 301  | ジェフリー・ライナー                                      | サラ・トリーム                                                 | ノア              | 2016年11月20日 | 60              |
| 24   | 2    | エピソード2  | 302  | ジョン・ダール                                            | アーニャ・エプスタイン                                         | ヘレン/アリソン   | 2016年11月27日 | 57              |
| 25   | 3    | エピソード3  | 303  | ジェフリー・ライナー                                      | デイヴィッド・ヘンリー・ウォン                                 | ジュリエット/ノア | 2016年12月4日  | 66              |
| 26   | 4    | エピソード4  | 304  | ジョン・ダール                                            | スチュアート・ジッカーマン                                     | コール/アリソン   | 2016年12月11日 | 66              |
| 27   | 5    | エピソード5  | 305  | ジェフリー・ライナー                                      | シャー・ホワイト                                               | アリソン/ノア     | 2016年12月18日 | 72              |
| 28   | 6    | エピソード6  | 306  | アニエスカ・ホランド                                      | アリーナ・スミス                                               | ヘレン/ノア       | 2017年1月1日   | 48              |
| 29   | 7    | エピソード7  | 307  | ジェフリー・ライナー                                      | アーニャ・エプスタイン                                         | ヘレン/ノア       | 2017年1月8日   | 65              |
| 30   | 8    | エピソード8  | 308  | ジョン・ダール                                            | スチュアート・ジッカーマン                                     | アリソン/コール   | 2017年1月15日  | 61              |
| 31   | 9    | エピソード9  | 309  | ジョン・ダール（ヘレン編） ジェフリー・ライナー（ノア編） | サラ・サザーランド & サラ・トリーム                            | ヘレン/ノア       | 2017年1月22日  | 79              |
| 32   | 10   | エピソード10 | 310  | ジェフリー・ライナー                                      | 原案：シャー・ホワイト 脚本：サラ・トリーム & シャー・ホワイト | ジュリエット/ノア | 2017年1月29日  | 72              |

### シーズン4 （2018年）
| 通算 | 話数 | タイトル     | 原題 | 監督                 | 脚本                                                                                            | 視点               | 米国放送日    | 視聴者数 (万人) |
| ---- | ---- | ------------ | ---- | -------------------- | ----------------------------------------------------------------------------------------------- | ------------------ | ------------- | --------------- |
| 33   | 1    | エピソード1  | 401  | マイク・フィギス     | シャー・ホワイト                                                                                | ノア/ヘレン        | 2018年6月17日 | 47.7            |
| 34   | 2    | エピソード2  | 402  | ロドリゴ・ガルシア   | サラ・トリーム                                                                                  | コール/アリソン    | 2018年6月24日 | 45.7            |
| 35   | 3    | エピソード3  | 403  | コリン・バックシー   | ケイティ・ロビンス                                                                              | ノア/ヘレン        | 2018年7月1日  | 55.9            |
| 36   | 4    | エピソード4  | 404  | ロドリゴ・ガルシア   | サラ・トリーム                                                                                  | アリソン/コール    | 2018年7月8日  | 47.0            |
| 37   | 5    | エピソード5  | 405  | ジェシカ・ユー       | 原案：デイヴィッド・ヘンリー・ウォン 脚本：デイヴィッド・ヘンリー・ウォン & シャー・ホワイト    | ヴィク/コール      | 2018年7月15日 | 53.8            |
| 38   | 6    | エピソード6  | 406  | ステイシー・パッソン | リディア・ダイアモンド & サラ・サザーランド                                                     | ノア/アリソン      | 2018年7月22日 | 48.3            |
| 39   | 7    | エピソード7  | 407  | コリン・バックシー   | 原案：Jaquén Castellanos & サラ・サザーランド 脚本：リディア・ダイアモンド & サラ・サザーランド | ヘレン/ノア        | 2018年7月29日 | 54.4            |
| 40   | 8    | エピソード8  | 408  | マイケル・エングラー | 原案：イタマール・モーゼス & シャー・ホワイト 脚本：イタマール・モーゼス                        | コール/ノア        | 2018年8月5日  | 50.7            |
| 41   | 9    | エピソード9  | 409  | サム・ゴールド       | サラ・トリーム                                                                                  | アリソン           | 2018年8月12日 | 59.5            |
| 42   | 10   | エピソード10 | 410  | ロドリゴ・ガルシア   | 原案：Jaquén Castellanos & ケイティ・ロビンス 脚本：ケイティ・ロビンス & サラ・トリーム         | ノア/コール/ヘレン | 2018年8月19日 | 56.4            |

### シーズン5 （2019年）
| 通算 | 話数 | タイトル     | 原題 | 監督                           | 脚本 | 視点                                | 米国放送日     | 視聴者数 (万人) |
| ---- | ---- | ------------ | ---- | ------------------------------ | --- | ----------------------------------- | -------------- | --------------- |
| 43   | 1    | エピソード1  | 501  | コリン・バックシー             | サラ・トリーム                                                                                              | ノア/ジョーニー/ヘレン              | 2019年8月25日  | 46.4            |
| 44   | 2    | エピソード2  | 502  | コリン・バックシー             | ケイティ・ロビンス & Jaquén Castellanos                                                                     | ジャネル/ヘレン/ジョーニー          | 2019年9月1日   | 41.7            |
| 45   | 3    | エピソード3  | 503  | スティーヴン・ファイアーバーグ | イタマール・モーゼス                                                                                        | ノア/ヘレン/ジョーニー              | 2019年9月8日   | 40.5            |
| 46   | 4    | エピソード4  | 504  | トア・フレイザー               | ドナル・ラードナー・ワード                                                                                  | ノア/ホイットニー/ジョーニー        | 2019年9月15日  | 37.9            |
| 47   | 5    | エピソード5  | 505  | エヴァ・ヴァイヴス             | マイク・バティスティック                                                                                    | シエラ/ヘレン                       | 2019年9月22日  | 38.2            |
| 48   | 6    | エピソード6  | 506  | サイラス・ハワード             | サラ・サザーランド & Jaquén Castellanos                                                                     | ジョーニー                          | 2019年9月29日  | 43.0            |
| 49   | 7    | エピソード7  | 507  | スティーヴン・ファイアーバーグ | サラ・サザーランド                                                                                          | ノア/ジョーニー                     | 2019年10月6日  | 37.2            |
| 50   | 8    | エピソード8  | 508  | コリン・バックシー             | 原案：クリスティナ・ウー & デイヴィッド・ヘンリー・ウォン 脚本：クリスティナ・ウー & サラ・トリーム         | ヘレン/ノア                         | 2019年10月13日 | 31.8            |
| 51   | 9    | エピソード9  | 509  | アリソン・アンダース           | ケイティ・ロビンス                                                                                          | ヘレン/ホイットニー                 | 2019年10月20日 | 37.4            |
| 52   | 10   | エピソード10 | 510  | トア・フレイザー               | 原案：サラ・トリーム & イタマール・モーゼス 脚本：サラ・トリーム、イタマール・モーゼス & ケイティ・ロビンス | ヘレン/ノア                         | 2019年10月27日 | 44.2            |
| 53   | 11   | エピソード11 | 511  | サラ・トリーム                 | サラ・トリーム                                                                                              | ノア/ジョーニー/ヘレン/ホイットニー | 2019年11月3日  | 46.7            |

## 作品の評価

### 批評家によるレビュー
| シーズン | シーズン | 批評家の反応    | 批評家の反応    | 批評家の反応    | 批評家の反応 | 批評家の反応 |
| シーズン | シーズン | Rotten Tomatoes | Rotten Tomatoes | Rotten Tomatoes | Metacritic   | Metacritic   |
| シーズン | シーズン | 支持率          | 平均点/10       | レビュー数      | 平均点/100   | レビュー数   |
| -------- | -------- | --------------- | --------------- | --------------- | ------------ | ------------ |
|          | 1        | 90%             | 8.18            | 51              | 85           | 28           |
|          | 2        | 90%             | 8.01            | 23              | 78           | 15           |
|          | 3        | 71%             | 7.67            | 21              | 72           | 8            |
|          | 4        | 91%             | 7.44            | 23              | N/A          | 3            |
|          | 5        | 88%             | 6.61            | 16              | 77           | 4            |

#### シーズン1
Rotten Tomatoesによれば、批評家の一致した見解は「スマートでクリエイティブなストーリーテリングと目を見張る演技のおかげで、『アフェア 情事の行方』は真実と欲望をテーマにした厳粛で魅惑的な探究心に満ちた作品となっている。」であり、51件の評論のうち高評価は90%にあたる48件で、平均して10点満点中8.18点を得ている。
Metacriticによれば、28件の評論のうち、高評価は25件、賛否混在は3件、低評価はなく、平均して100点満点中85点を得ている。

#### シーズン2
Rotten Tomatoesによれば、批評家の一致した見解は「『アフェア 情事の行方』はシーズン2で重点をシフトし、心理ドラマを前面に移動してショーの中心となる犯罪物語を拡大し、2つの新しい視点を含むようになっている。」であり、23件の評論のうち高評価は90%にあたる21件で、平均して10点満点中8.01点を得ている。
Metacriticによれば、15件の評論のうち、高評価は14件、賛否混在は1件、低評価はなく、平均して100点満点中78点を得ている。

#### シーズン3
Rotten Tomatoesによれば、批評家の一致した見解は「ストーリー展開に不自然なところはあるものの、『アフェア 情事の行方』は強力な登場人物の配役を増やし、ムード、緊張感、そして込み入った人間関係を深めている。」であり、21件の評論のうち高評価は71%にあたる15件で、平均して10点満点中7.67点を得ている。
Metacriticによれば、8件の評論のうち、高評価は7件、賛否混在は1件、低評価はなく、平均して100点満点中72点を得ている。

#### シーズン4
Rotten Tomatoesによれば、批評家の一致した見解は「『アフェア 情事の行方』の魅力的な性格描写は、前作よりもひねりが少なく、より感情面で地に足の着いたシーズンとなり、番組当初の魅力の多くを取り戻している。」であり、23件の評論のうち高評価は91%にあたる21件で、平均して10点満点中7.44点を得ている。
Metacriticによれば、3件の評論の全てが高評価である（件数が少ないため平均点は未計算）。

#### シーズン5
Rotten Tomatoesによれば、批評家の一致した見解は「相変わらずの中毒性と奇抜さで、シーズン5は『アフェア 情事の行方』との別れが完璧であることを証明している。」であり、16件の評論のうち高評価は88%にあたる14件で、平均して10点満点中6.61点を得ている。
Metacriticによれば、4件の評論の全てが高評価で、平均して100点満点中77点を得ている。

### 受賞歴

#### シーズン1
- 第72回ゴールデングローブ賞テレビドラマ部門
  - ドラマ作品賞
  - ドラマ主演女優賞（ルース・ウィルソン）

#### シーズン2
- 第73回ゴールデングローブ賞テレビドラマ部門
  - 助演女優賞（英語版）（モーラ・ティアニー）